# Zelotes rugege
Zelotes rugege FitzPatrick, 2007 è un ragno appartenente alla famiglia Gnaphosidae.

## Etimologia
Il nome della specie deriva dalla località ruandese di rinvenimento degli esemplari: la foresta di Rugege.

## Caratteristiche
Questa specie non è stata attribuita a nessun gruppo: si distingue dalle altre per l'apofisi terminale di forma quadrata e l'embolus che si sviluppa ampio prolateralmente e avvolge il cymbium.
L'olotipo maschile rinvenuto ha lunghezza totale è di 5,13mm; la lunghezza del cefalotorace è di 2,42mm; e la larghezza è di 1,92mm.

## Distribuzione
La specie è stata reperita nel Ruanda: l'olotipo maschile è stato rinvenuto nella foresta di Rugege.

## Tassonomia
Al 2016 non sono note sottospecie e dal 2007 non sono stati esaminati nuovi esemplari.